# Candidatus Desulforudis audaxviator
Candidatus Desulforudis audaxviator és una espècie de bacteri que viu en aigües subterrànies a profunditats d'1,5-3 kilòmetres sota la superfície terrestre. El gènere és monoespecífic.

## Etimologia
El nom prové d'una cita de la novel·la Viatge al centre de la Terra de Jules Verne, on l'heroi, el professor Lidenbrock, troba una inscripció secreta en llatí: Descende, audax viator, et terrestre centrum attinges (Descendeix, agosarat viatger, i el centre de la terra atenyeràs).

## Biologia

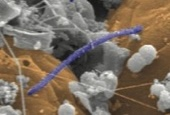
Imatge al microscopi electrònic, amb el bacteri ressaltat de color lila

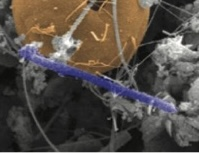
Imatge al microscopi electrònic, amb el bacteri ressaltat de color lila

Ca. Desulforudis audaxviator és l'únic bacteri que es va trobar en mostres d'aigua obtingudes 2,8 quilòmetres sota terra a la mina d'or d'Mponeng, a Sud-àfrica. D'aproximadament quatre micròmetres de longitud, sobreviu només amb nutrients químics derivats de la desintegració radioactiva dels minerals de la roca que té al voltant. Això el converteix en un dels pocs organismes coneguts que no depèn de la llum solar per alimentar-se, i l'única espècie d'ésser viu coneguda que se sap que no comparteix el seu ecosistema amb cap altre organisme. Té gens per extreure carboni fixant diòxid de carboni, monòxid de carboni i altres compostos, i per fixar nitrogen elemental, encara que normalment obté nitrogen de l'amoníac alliberat de les roques. També podria haver adquirit gens d'una espècie d'arqueu per transferència de gens horitzontal.
Anàlisis de l'aigua de l'hàbitat del bacteri indiquen que l'aigua és molt antiga i no ha estat diluïda per aigua superficial, indicant que els bacteris han estat aïllats de la superfície de la terra uns quants milions d'anys. Com l'ambient a aquella profunditat s'assembla tant a la Terra de fa molt de temps, podria indicar quina mena d'organismes existien abans que hi hagués una atmosfera amb oxigen. Fa milers de milions d'anys, alguns dels primers bacteris del planeta podrien haver prosperat en condicions similars.
Les poblacions de Ca. Desulforudis audaxviator tenen una taxa d'evolució lenta que duu a elevades similituds genètiques entre poblacions, que han experimentat una evolució mínima des que es van separar físicament. Una característica morfològica sorprenent de l'organisme és la presència de vesícules de gas, que proporcionen a les cèl·lules flotabilitat, permetent que les espores del bacteri es propaguin a grans distàncies. La presència d'aquestes vesícules en espores es va detectar primer en Desulfotomaculum, el parent més proper de Ca. D. audaxviator, on es van observar espores associades a vesícules de gas i es van fer investigacions de seguiment que demostraven que les espores de Desulfotomaculum podrien sobreviure a temperatures extremes i arribar als sediments oceànics freds.
Ca. D. audaxviator és un bacteri Grampositiu reductor de sulfat. L'hidrogen per la reacció ve de la radiòlisi de l'aigua causada per la radiació que prové de la cadena de descomposició de l'urani i el tori. La radiació permet que es formin compostos de sofre que el bacteri pot utilitzar com a font d'aliment d'alta energia. El genoma conté un transposó inusual i diversos llocs d'inserció. La seva intolerància completa a l'oxigen suggereix que ha estat aïllat molt de temps. Té flagel per nedar.
Ca. D. audaxviator viu en una absència total de compostos orgànics, llum i oxigen, a temperatures superiors als 60ºC i un pH de 9,3. La fisiologia que li permet viure en aquestes condicions extremes es veu reflectida al seu genoma sorprenentment gran, format per 2.157 gens en lloc dels 1.500 sovint observats en bacteris "optimitzats" que se solen trobar en entorns molt estables. Si les condicions es tornen desfavorables per a la vida, Ca. D. audaxviator forma una endòspora, salvaguardant el seu ADN de la calor, el pH extrem i la manca d'aigua.
Un estudi del 2021 va reportar haver trobat aquest bacteri també a la Sibèria occidental, així com a la Vall de la Mort, a Califòrnia.